# Rozhdestvenskayitidae
De Rozhdestvenskayitidae zijn een familie van uitgestorven kreeftachtigen uit de klasse van de Ostracoda (mosselkreeftjes).

## Geslachten
- Fellerites Gruendel, 1962 †
- Neofellerites Kozur, 1991 †